# 敖德薩圍城戰 (1941年)
敖德薩圍城戰是第二次世界大戰德蘇戰爭中的一場戰役，爆發於1941年8月8日至1941年10月16日。

## 背景
1940年2月14日组建敖德萨海军基地，司令员茹科夫海军少将。拥有岸炮营3、巡洋舰1艘、驱逐舰1艘、布雷舰1艘，独立炮舰大队、鱼雷艇支队、水警区支队、高炮团、海军航空兵大队各1个。
1941年7月從南方面军滨海军队集群基础上組建独立滨海集团军，司令员索夫罗诺夫中将，最初编有步兵第25、51、150师、军属炮兵第265团，歼击航空兵第69团和其它特种兵部队。
1941年8月16日德军第11集团军占领尼古拉耶夫，8月20日德军占领赫尔松，22日占领尼科波尔。苏军南方面军继续东撤，独立滨海集团军不得不向敖德萨撤退。

## 经过

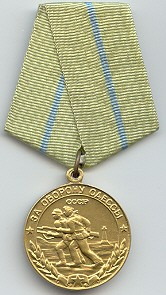
1942年12月22日約38,000名蘇聯士兵因參與敖德薩保衛戰而被授予保衛敖德薩獎章。

圍城戰的開始主要是因為羅馬尼亞第4集团军主力（辖14个步兵师）為骑兵旅3个以及德國陸軍（“德意志國防陸軍”）第11軍團的 1个步兵团、4个工兵营、各种炮兵营3个、航空群1个。 
8月上旬敖德萨整个城市分为3个扇形防御区：
- 南部防御区（从敖德萨西南海岸至敖德萨、瓦卡尔扎内、谢克列塔列夫卡一线），由步兵第25夏伯阳师的兩个团及其配属分队防守；
- 西部防御区（从分界线至哈吉别伊斯基湾），由步兵第95师防守；
- 东部防御区（从分界线至敖德萨以东海岸），由步兵夏伯阳师弟54团、海军陆战第1团、内务人民委员会第26团、第163预备团1个营等防守，后来这些部队统编为步兵第421师。
- 黑海舰队最初派出巡洋舰1艘、驱逐舰兩艘、炮舰4艘、扫雷舰6艘、布雷舰兩艘、鱼雷艇支队1、护卫艇队1（共计舰炮29门）、岸防炮兵独立第42和第44营（装备54门45—203毫米岸炮）、高炮20门。
- 海军航空兵飞机40架、滨海集团军空军飞机20架。德罗军投入了德军等；罗军调集第4集团军主力（辖14个步兵师）及骑兵旅3个等。

保卫战打响后，黑海舰队陆续抽调了巡洋舰“红色乌克兰”号、“红色克里木”号和“红色高加索”号以及9艘驱逐舰参加了作战。最高统帅部决定成立敖德萨防区，司令员由茹科夫海军少将，副司令员索夫罗诺夫中将。
8月18日羅馬尼亞军集中3个步兵师和1个坦克旅沿着拉兹杰利纳亚－敖德萨铁路线展开坚决突击，苏军步兵第95师顽强抵抗，该师所属第161团荣立战功，其中第3营营长布列乌斯中尉获得苏联英雄称号。
8月19日凌晨01时34分羅馬尼亞海军鱼雷艇攻击了1艘在港口南部巡逻的苏联驱逐舰予以重创。
8月20日苏军兵力得到黑海舰队抽调水兵组建的3个海军陆战团的加强，达到34,500人。
至8月27日罗军损失了27,307人（阵亡5,329人、受伤18,600人、失踪3,378人）。
9月1日调来了罗马尼亚第11军增援，下辖第7骑兵旅，第8和第14步兵师。
9月10日罗马尼亚军在敖德萨达到200,000人，包括12个步兵师和3个骑兵旅等。
9月15日斯大林致电敖德萨防区：“请向保卫敖德萨的指战员转达最高统帅部的请求，希望他们再坚持6天－7天，在此期间将会得到航空兵的支援和武器补充…”。
9月17日苏军运输船5艘、巡洋舰1艘运来了第157步兵师12,600人增援。东部防御区第421和第157师为改善防御态势展开反突击。9月22日1时23分苏联海军陆战第3团1,929人（辖3个陆战营和1个82毫米迫击炮连）从塞瓦斯托波尔启航在格里戈里耶夫卡罗军侧后登陆配合。巡洋舰“红色克里木”号和“红色高加索”号、驱逐舰3艘、炮舰1艘、兩个大队战斗机和一些反潜巡逻机提供火力支援。22日晚間登陆部队与第421步兵师第1330团（原第1海军陆战团）会师，将罗马尼亚步兵第13和第15师击退5公里－8公里，使得战线恢复到8月中旬态势，歼敌2,000人，登陆部队阵亡29人、受伤407人。
此后在敖德萨围城前线，羅馬尼亞總理安东尼斯库训令罗马尼亚军停止进攻转入防御。 
9月底由于德军突破彼列科普地峡威胁到克里木半岛，苏军大本营不得不决心将滨海集团军和黑海舰队全部力量调往塞瓦斯托波尔。9月30日黑海舰队接到撤离敖德萨预先号令。10月5日最高统帅部命令黑海舰队“全部撤离敖德萨。”“请指示茹科夫，撤退不得拖延，首先撤出军队和武器。所有的运输工具都用于完成这项任务。”
10月15日黑海舰队集中巡洋舰兩艘、驱逐舰4艘、炮舰兩艘、护卫舰1艘、布雷舰兩艘、扫雷舰6艘、鱼雷艇13艘、护卫艇34艘、辅助船8艘、运输船11艘将殿后的守军35,000人撤出，16日下午德军与罗军派出飞机攻击船队。
从10月1日到10月16日舰队共出动了281个航次，共撤出军队80,000人、居民15,000人、火炮500门、坦克14辆、装甲车36辆、汽车1158辆、拖拉机163台、马匹3625、物资25,000吨等。

## 後續
蘇聯游擊隊在德國、羅馬尼亞和義大利部隊佔領該城後，進行敵後活動，這是德國盟友在沒有德國大力援助下所攻陷唯一的蘇聯主要城市。
羅馬尼亞軍佔領敖德薩不久。便以與共產黨勾結縱火為由，從10月22日至12月23日屠殺城內猶太人，是為1941年敖德薩大屠殺。
1944年4月敖德薩被苏联紅軍解放。

### 引用
1. ↑  Axworthy (1995), p. 50.
2. ↑  Glantz (1995), p. 293
3. ↑  Одесская оборона 1941 — статья из Большой советской энциклопедии. Категория:Статьи с ссылкой на БСЭ, без указания издания
4. ↑  Axworthy, Mark. Third Axis Fourth Ally: Romanian Armed Forces in the European War, 1941–1945. p. 58.
5. ↑  See also Axis History Forum thread （页面存档备份，存于）